# Cambridge City
Cambridge City város az USA Indiana államában. Lakosainak száma 1751 fő (2020. április 1.).

## Népesség
A település népességének változása:

| 2010 | 1 870 |
| 2020 | 1 751 |